# Fábrica Fratelli Vita
A Antiga Fábrica Fratelli Vita é uma edificação fundada em 1920 e localizada no bairro da Calçada, no município de Salvador, capital do estado brasileiro da Bahia. No início, funcionou como a fábrica da empresa de refrigerantes e cristais Fratelli Vita e, desde o início do século XXI, abriga o Campus Fratelli Vita do Centro Universitário Estácio da Bahia (Estácio FIB).

## História
A Península de Itapagipe era uma área industrial que concentrou variadas fábricas em Salvador no século XX. Nesse contexto, a empresa de refrigerantes e cristais Fratelli Vita do imigrante italiano Giuseppe Vita fundou a sua fábrica no ano de 1920 em terreno da rua Barão de Cotegipe no bairro de Calçada, no município de Salvador. Ali eram fabricados refrigerantes à base de frutas, após uma experiência de fabricação de licores no município baiano de Alagoinhas. A Companhia Cervejaria Brahma adquiriu o prédio em 1972, junto com a marca de refrigerantes.
Logo no início do século XXI, várias das fábricas então existentes em Itapagipe encontravam-se em ruínas. No ano de 2002, o prédio passou pelo processo de tombamento histórico junto ao Instituto do Patrimônio Artístico e Cultural da Bahia (IPAC), órgão do governo estadual da Bahia responsável por preservar a memória do estado. Segundo o IPAC, a fábrica representa um pedaço importante da história da indústria baiana.
Ao fim de 2006, o Centro Universitário Estácio da Bahia (Estácio FIB) anunciou o fim das negociações de três anos para adquirir o terreno de 16,5 mil metros quadrados da rua Barão de Cotegipe. Com a compra, a instituição de ensino então começou a transformação gradual, ao longo de cinco anos, do prédio da fábrica em um de seus câmpus. Com o projeto desenvolvido por estudantes de mestrado da Universidade Federal da Bahia (UFBA) e orçamento de 25 milhões de reais, a Estácio FIB projetou o restauro da fachada do imóvel, o uso do pátio central como área de exposições, o início das aulas em janeiro de 2007 e a oferta de duas mil vagas em cursos de graduação em 2012.
Assim, o prédio funciona como o Campus Fratelli Vita, vinculado à Estácio FIB. Nesse câmpus, são ministrados cursos de diversas áreas como Administração, Direito, Enfermagem, Nutrição, dentre outros cursos. Ainda possui uma biblioteca e laboratório de informática na antiga fábrica.

## Fratelli Vita
A Fratelli Vita foi uma empresa brasileira fabricante de garrafas de vidro, de cristais e de refrigerantes. Foi fundada, na Bahia em 1902, pelo imigrante italiano Giuseppe Vita. Com as dificuldades na importação das garrafas de vidro para os refrigerantes durante a Primeira Guerra Mundial, passou a fabricá-las também. A fabricação de cristais veio por último, a partir da década de 1950, e resultou em reconhecimento internacional pela qualidade e beleza dos cristais produzidos.
A fundação da empresa envolve a chegada do italiano Giuseppe Vita da comuna de Trecchina que, chegando à Bahia, estudou e fabricou aparelhos de iluminação com gás acetileno e carboneto, chegando a produzir até um aparelho por dia. Posteriormente, Vita fundou, em Alagoinhas, uma fábrica pequena de licores que mais tarde foi transferida para Salvador, dando origem à fábrica fundada no ano de 1920.
A empresa patrocinou o trio elétrico Dodô e Osmar em 1952, ofertando um caminhão decorado para a apresentação musical no Carnaval de Salvador, o que originou o formato utilizado desde então. Também patrocinou a participação da modelo baiana Martha Rocha no Miss Brasil, na edição de 1954 do concurso de beleza vencida pela modelo.
A expansão da marca devido ao sucesso do refrigerante fez com uma filial fosse aberta em Recife, dominando o mercado baiano e chegando na época a superar a Coca-Cola. A empresa encerrou as atividades em 1962. No ano de 1972, a Companhia Cervejaria Brahma adquiriu a marca de refrigerantes e o prédio.
Jário Vita, neto do fundador da empresa, guarda um acervo de peças de cristal produzidas pela empresa, incluindo taças marcadas com o brasão nacional produzidas por encomenda de Sarah Kubitscheck, então primeira-dama do Brasil.